# Spinnfotingar
Spinnfotingar (Embioptera) är en ordning i underklassen bevingade insekter. Det finns omkring 220 kända arter som uteslutande lever i tropiska eller subtropiska regioner.
De flesta arterna blir 8 till 15 millimeter långa. Större arter finns i släktet Clothoda med en kroppslängd omkring 20 mm. Dessa djur lever i vävnader på marken som ofta är gömd under stenar. På natten lämnar honorna och larvarna vävnaden för att leta föda.
De flesta hannarna i ordningen har fyra lika stora smala vingar som placeras på kroppens ryggsida när de vilar. Honor saknar vingar. Påfallande är de tjocka extremiteterna av dessa djur. De tre bröstsegmenten (thorax) är nästa lika stora. På huvudet förekommer långa antenner och små fasettögon. Vid "svansen" finns korta antennliknande utskott.
Hannarna skapar ljud genom att skrapa sina tentakler mot varandra. På så sätt gör de honorna uppmärksamma på sig. De befruktade äggen läggs i en vävnad där även larverna lever.